# Il me donne rendez-vous
Chansons représentant la France au Concours Eurovision de la chanson
Je suis un vrai garçon
(1994) Diwanit bugale
(1996)
Il me donne rendez-vous est une chanson interprétée par la chanteuse française Nathalie Santamaria pour représenter la France au Concours Eurovision de la chanson 1995 qui se déroulait à Dublin, en Irlande.

## Thème
C'est une chanson rythmée, avec Nathalie Santamaria qui décrit une série de rendez-vous avec son amant, dont un voyage aux îles Marquises.

## Concours Eurovision de la chanson
Elle est interprétée en français, langue nationale, comme l'impose la règle entre 1976 et 1999. L'orchestre est dirigé par Michel Bernholc.
Il s'agit de la douzième chanson interprétée lors de la soirée, après Magazin et Lidija (hr) qui représentaient la Croatie avec Nostalgija (en) et avant Csaba Szigeti (hu) qui représentait la Hongrie avec Új név a régi ház falán (en). À l'issue du vote, elle a obtenu 94 points, se classant 4e sur 23 chansons,.

## Liste des titres
| 1. | Il me donne rendez-vous | Didier Barbelivien | François Bernheim | 3:00 |
| 2. | On est tous une île     | Jean-Pierre Lang   | François Bernheim | 3:26 |

## Historique de sortie
| Pays   | Date | Format    | Label |
| ------ | ---- | --------- | ----- |
| France | 1995 | CD single | WEA   |